# Kambala School
La Kambala School est une école privée anglicane destinée à l'apprentissage préscolaire , primaire et secondaire et un internat pour filles, située à Rose Bay, en Nouvelle-Galles du Sud, en Australie. Fondée en 1887, Kambala a une politique d'inscription non sélective et accueille actuellement environ 1 000 élèves de la maternelle à la 12e année, dont 95 pensionnaires de la 7e à la 12e année. Les élèves de Kambala sont issues de la grande région métropolitaine, de la Nouvelle-Galles du Sud rurale et de l'étranger .
L'école est affiliée à l' Alliance of Girls 'Schools Australasia (AGSA), la Junior School Heads Association of Australia (JSHAA), l'Association of Heads of Independent Schools of Australia (AHISA), l'Association australienne des internats (ABSA) , et est membre fondateur de l'Association des chefs d'écoles indépendantes pour filles (AHIGS).

## Histoire

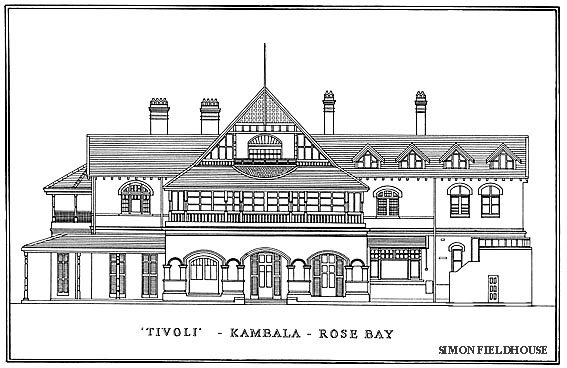
"Tivoli" - Kambala, Rose Bay

Kambala a été fondée en 1887 par Louisa Gurney, la fille d'un pasteur anglais. Gurney a donné ses premiers cours à douze filles dans une maison mitoyenne à Woollahra appelée «Fernbank». En 1891, Augustine Soubeiran, qui avait aidé à la direction de l'école et qui enseignait le français, devient co-principale. Pour accueillir des inscriptions croissantes, l'école a été déplacée vers une propriété plus grande à Bellevue Hill appelée Kambala, où l'école a pris son nouveau nom.
En 1913, avec un effectif de près de cinquante personnes, l'école a déménagé à nouveau, à son emplacement actuel sur New South Head Road, Rose Bay. La propriété était connue sous le nom de "Tivoli", du nom du domaine Tivoli, et était auparavant occupée par le capitaine William Dumaresq et plus tard par le marchand James Robinson Love. Le nouveau bâtiment spacieux a été construit en 1841 et le célèbre architecte John Horbury Hunt a été chargé de l'agrandir. Aujourd'hui, ce bâtiment abrite des salles de classe et des pensionnaires de Kambala.
En 1926, Kambala est devenue une école de la Fondation de l'Église d'Angleterre contrôlée par un conseil indépendant. Pendant le mandat de Fifi Hawthorne en tant que directeur, de 1933 à 1966, l'école est passée de 100 élèves à plus de 660, et les bâtiments et les installations se sont agrandis en conséquence.

## Directeurs

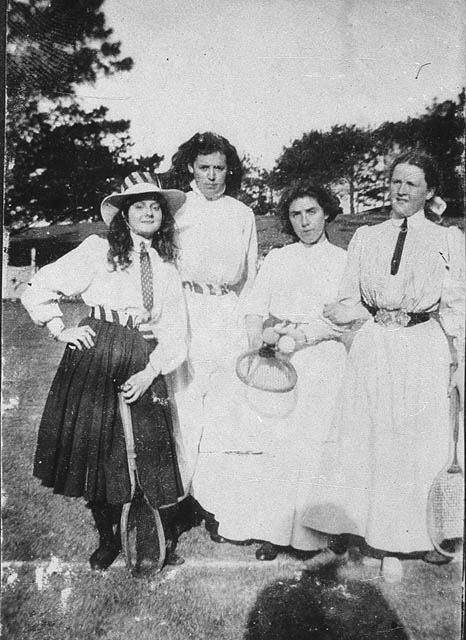
Étudiantes de Kambala, c. 1890

| Période   | Détails             |
| --------- | ------------------- |
| 1891-1914 | Augustine Soubeiran |
| 1887–1914 | Louise Gurney       |
| 1914-1927 | Clara Roseby        |
| 1914-1926 | Minnie Roseby       |
| 1927-1932 | Flora Stuart        |
| 1933-1966 | Fifi Hawthorne      |
| 1966-1984 | Joyce Gibbon        |
| 1985–1987 | Barbara Monk        |
| 1988–1999 | Pierre Moxham       |
| 1999      | Roderick Ouest      |
| 2000–2013 | Marguerite Blanc    |
| 2014–2017 | Debra Kelliher      |
| 2017–2021 | Shane Hogan         |
| 2021      | Amanda Bell         |
| 2022–     | Jane Danvers        |

## Campus
Kambala est situé sur un seul campus sur la rive montante au-dessus de la banlieue de Rose Bay, surplombant le port de Sydney. L'école est divisée en quatre grands secteurs :
1. Hampshire House - la crèche
2. Massie House pour les élèves jusqu'à la 2e année ;
3. Junior School pour filles de la 3e à la 6e année ;
4. École secondaire pour les filles de la 7e à la 12e année[10].

### Scolarité
Les pensionnaires de la 7e à la 9e année vivent à Tivoli, dont l'école faisait autrefois partie. Fréquenté par l'artiste colonial Conrad Martens dans les années 1840, entièrement rénové par l'architecte John Horbury Hunt dans les années 1880, Tivoli propose des équipements de vie modernes tels un dortoir.
Les pensionnaires des années 10 à 12 résident à Fernbank. Ouvert en 1997, Fernbank offre aux étudiantes une vie plus indépendante, des privilèges sociaux et une plus grande intimité pour étudier.

## Organisation
Le système House a été introduit à Kambala en 1928. Chaque élève des années 3 à 12 est affecté à l'une des quatre maisons; Gurney, Hawthorne, Roseby ou Wentworth. Il y a plusieurs compétitions inter-maisons tout au long de l'année dans lesquelles les Maisons peuvent gagner des points pour la Coupe Angus à la fin de l'année. Chaque Maison est dirigée par deux House Captains. Les groupes de tuteurs sont formés selon les Maisons.

## Anciennes élèves notables
Les anciennes étudiantes de Kambala sont connues sous le nom de Old Girls et peuvent choisir de rejoindre le Kambala Old Girls 'Union (KOGU).
Certaines Old Girls notables de Kambala comprennent :
- Jessie Strahorn Aspinall – première femme médecin résidente junior au Royal Prince Alfred Hospital (1906) (a également fréquenté le Presbyterian Ladies 'College, Sydney )[14]
- Claudia Black – actrice, surtout connue pour son interprétation d' Aeryn Sun et Vala Mal Doran dans les séries télévisées de science-fiction Farscape et Stargate SG-1
- Sheila Chisholm - mondaine[15]
- Michelle Guthrie - ancienne directrice générale de l'Australian Broadcasting Corporation[16]
- Judy Playfair - nageuse médaillée d'argent aux Jeux olympiques de Mexico en 1968[17]
- Roxy Jacenko - Femme d'affaires
- Claire Messud - écrivain